# Lovendor
Lovendor (stilizat ca LoVendoЯ) este o formație de rock, formată din fete.